# Mother (BZN)
Mother is een nummer van de Volendamse band BZN uit 1997.
Het lied werd uitgebracht als tweede single van het album Pearls. De eerste 17.500 exemplaren van deze cd-single werden uitgegeven in een gelimiteerde blikken verpakking.
Mother stond drie weken in de Nederlandse Top 40, waar het de 22ste plaats behaalde.
| Mother in de Nederlandse Top 40 - binnen: 17 november 1997 | Mother in de Nederlandse Top 40 - binnen: 17 november 1997 | Mother in de Nederlandse Top 40 - binnen: 17 november 1997 | Mother in de Nederlandse Top 40 - binnen: 17 november 1997 | Mother in de Nederlandse Top 40 - binnen: 17 november 1997 | Mother in de Nederlandse Top 40 - binnen: 17 november 1997 |
| Week                                                       | 1                                                          | 2                                                          | 3                                                          | 4                                                          | 5                                                          |
| ---------------------------------------------------------- | ---------------------------------------------------------- | ---------------------------------------------------------- | ---------------------------------------------------------- | ---------------------------------------------------------- | ---------------------------------------------------------- |
| Nummer                                                     | tip 4                                                      | 23                                                         | 22                                                         | 37                                                         | uit                                                        |